# Cleome strigosa
Cleome strigosa är en paradisblomsterväxtart som först beskrevs av Boj., och fick sitt nu gällande namn av Daniel Oliver. Cleome strigosa ingår i släktet paradisblomstersläktet, och familjen paradisblomsterväxter. Inga underarter finns listade i Catalogue of Life.